# 坂井宏朱
坂井 宏朱 （平假名:さかい ひろみ，1984年2月25日 - 2012年1月15日）為日本已故女性Auto Race賽車手。

## 生平
1984年年出生於石川縣金澤市，本是 OL，在旅行社任職銷售員。2009年辭去工作，投身賽車界。是日本 Auto Race無煞車賽車業逾40年來首兩名女車手之一 。2012年1月15日坂井於東京西面的船橋賽道練習。她如常騎駛着無煞車掣的電單車，以時速150公里風馳電掣，其間突然失事。她整個人被拋離電單車，重重撞落圍欄上，醫護人員趕至搶救，可惜她頭顱骨折，返魂乏術。
一共出賽22場比賽，拿下一場勝績，獎金約合新台幣61萬。

## 外部連結
- 坂井宏朱 OL變車手
- 無煞車玩命賽　練習失事 日女車手撞欄爆頭死（页面存档备份，存于）